# Yuthok Yonten Gonpo
Yutok Nyingma Yönten Gönpo (tibétain : གཡུ་ཐོག་རྙིང་མ་ཡོན་ཏན་མགོན་པོ, Wylie : g.yu thog rnying ma yon tan mgon po, THL : yutok nyingma yönten gönpo), souvent écrit en Yuthok Yonten Gonpo, dit l'ancien, né à Toelung Kyina le 25 juin 708, décédé en 833, fut un lama et un médecin important du Tibet qui a écrit un commentaire sur les « Quatre tantras médicaux » (tibétain : རྒྱུད་བཞི, Wylie : rGyud-bZhi, THL : gyüshyi), ouvrage fondateur de la médecine tibétaine traditionnelle. 

## Biographie
Yuthok Yonten Gonpo est né à Toelung Kyina de Yuthog Khyungpo Dorjee et Gyapa Choeky Dolma le 25 juin 708. 
Il se rend en Inde étudier à l'université de Nalanda. Il écrit un commentaire sur le rGyud-bZhi. 
Il fonda la première école de médecine du Tibet dans le Kongpo dans la région Est du Tibet.
Il a épousé Dorjé Tsomo, et fut le médecin des rois Me Agtsom et Trisong Detsen.
Yuthok Yonten Gonpo reçut de Vairotsana les « Quatre Tantras Médicaux », ouvrage connu sous le nom tibétain de rGyud-bZhi et à la base de la médecine tibétaine.
Il est mort l'année du Rat, le 15e jour du mois du Singe (7e mois du calendrier tibétain, le 8 août 833, à l'âge supposé de 125 ans. La famille Tsarong descend de lui. 
Ses descendants furent également médecins. Au XIIe siècle, né en 1126 le 13e descendant de Yuthok Yonten Gonpo, Yuthok Sarma Yonten Gonpo, Yuthok Yonten Gonpo, le jeune. Celui-ci fut considéré comme l'un des plus grands médecins depuis son ancêtre, il étudia longuement la médecine, notamment en Inde et au Népal, et il modifia et compléta le rGyud-bZhi.